# 2005-ös Fonogram díj átadása
A 2005-ös Fonogram-díjkiosztó

## Az év hazai rockalbuma
Heaven Street Seven - Szállj ki és gyalogolj (Magneoton)
- Kispál és a Borz - Én, szeretlek, téged (Universal Music)
- Ossian - Tűzkeresztség (Hammer Music)
- Pál Utcai Fiúk - Közönséges (1G)
- Zorall - Nem csak a húszéveseké a világ (FF Film & Music)

## Az év külföldi rockalbuma
Green Day - American Idiot (Warner Music)
- Nightwish - Once (Hammer Music)
- Rammstein - Reise Reise (Universal Music)
- U2 - How To Dismantle An Atomic Bomb (Universal Music)
- Velvet Revolver - Contraband (Sony BMG)

## Az év hazai popalbuma
Zsédenyi Adrienn - Zséda-Vue (Magneoton)
- Club 54 - Még egyszer (Universal Music)
- Crystal - Trilógia (Sony BMG)
- Gáspár Laci - Hagyd meg nekem a dalt (EMI)
- Oláh Ibolya - Egy sima egy fordított (Sony BMG)

## Az év külföldi popalbuma
Keane - Hopes And Fears (Universal Music)
- Anastacia - Anastacia (Sony BMG)
- Madonna - American Life (Warner Music)
- Maroon 5 - Songs About Jane (Sony BMG)
- Norah Jones - Feels Like Home (EMI)

## Az év hazai rap- vagy hiphopalbuma
Majka feat. Tyson - Történt, ami történt (Magneoton)
- Bëlga - Jön a Gólem! (1G)
- DJ Bootsie - The Silent Partner (UCMG)
- Dopeman - A telep csicskája (Magneotion)
- L.L. Junior - Az én világom (Private Moon)

## Az év külföldi rap- vagy hiphopalbuma
Nelly - Sweat (Universal Music)
- Beastie Boys - To The 5 Boroughs (EMI)
- Eamon - I Don't Want You Back (Sony BMG)
- Eminem - Encore (Universal Music)
- Mario Winans - Hurt No More (Universal Music)
- Snoop Dogg - R&G Masterpieces (Universal Music)

## Az év hazai modern rock albuma
Jamie Winchester & Hrutka Róbert - Wood and Strings (Tom-Tom Records)
- Depresszió - Egy életen át (Hammer Music)
- Hiperkarma - Amondó (1G/Hungaroton)
- Hollywoodoo - Karmolok, harapok (BPRNR/Magneoton)
- Zanzibar - Az igazi nevem (EMI)

## Az év külföldi modern rock albuma
Hoobastank - The Reason (Universal Music)
- Avril Lavigne - Under My Skin (Sony BMG)
- Evanescence - Anywhere But Home (Sony BMG)
- Good Charlotte - The Chronicles Of Life & Death (Sony BMG)
- Linkin Park - Meteora (Warner Music)

## Az év hazai dance- vagy elektroalbuma
Karányi - Digital Digital (CLS Records)
- Andewboy & Dennis Clark - Első állomás (CLS Records)
- Náksi vs. Brunner - Sandwich Mania (EMI)

## Az év külföldi dance-albuma
Junior Jack - Trust It (CLS Records)
- Depeche Mode - Remixes (EMI)
- Faithless - No Roots (Sony BMG)
- Fatboy Slim - Palookaville (Sony BMG)
- Prodigy - Always Outnumbered Never Outgunned (CLS Records)

## Az év hazai hagyományos szórakoztató zenei albuma
Matyi és a hegedűs - 50 pengő (EMI)
- Irigy Hónaljmirigy - Bazi nagy lagzi (CLS Records)
- Marió - Csalogány (EMI)
- MC Hawer & Tekknő - Ma este mulatunk (Magneoton)
- Postás Józsi - Bulizós slágerek (Sony BMG)

## Az év hazai jazzalbuma
Balázs Elemér Group - Refracting Sounds (BMC Records)
- Borlai Gergő - Sausage (Tom-Tom Records)
- Dés László-Snéberger Ferenc - Double Invention (Tom-Tom Records)
- Horgas Eszter - Mozivarázs (Lazlo Kft.)
- Szakcsi Lakatos Trió - Na dara! (BMC Records)

## Az év hazai world music albuma
Ghymes - éGHYMESe (Rock Hard)
- DJAbe - Unplugged At The New Orleans (Gramy)
- Kormorán - A lovak álma (Hungaroton Records)
- Makám - Anzix (Folkeurópa)
- Váradi Roma Café - Szeress még (Sony BMG)

## Az év hazai gyermekalbuma
Halász Judit - Minden felnőtt volt egyszer gyerek (EMI)
- Mese - Nagy Mesealbum II (EMI)
- Hupikék Törpikék - A törpikék meg a sztárok 12. (EMI)
- Bojtorján - Négyszögletű Kerek Erdő (Klub Publishing)
- Óvodások Aranyalbuma - Bújj-bújj zöld ág (Fortuna Records)
- Széltolók - Józsi bácsi tanyáján (CLS Records)

## Az év hazai filmzenealbuma
Filmzene - Kontroll (Magneoton)
- Dés László - Világszám! (Sony BMG)
- Filmzene - Magyar vándor (Skyfilm)
- Filmzene - Mix (Magneoton)
- Zagar - Szezon: Eastern Sugar (Fillcell)

## Az év külföldi filmzenealbuma
Filmzene - Lord Of The Rings 3. (Warner Music)
- Filmzene - Bridget Jones - The Edge Of Reason (Universal Music)
- Filmzene - Dirty Dancing 2 (Sony BMG)
- Filmzene - Matrix Reloaded (Warner Music)
- Vangelis - Alexander (Sony BMG)

## Az év hazai felfedezettje
Gáspár Laci - Hagyd meg nekem a dalt (EMI)
- Fourtissimo - Fourtissimo (Universal Music)
- Oláh Ibolya - Egy sima egy fordított (Sony BMG)
- Szabó Leslie - Van hová és van miért (Gold Record)
- Tóth Vera - Ébren álmodom (Rózsa/Sony BMG)

## Az év hazai dala
Tankcsapda - Örökké tart (Sony BMG)
- Ákos - Az utolsó hangos dal (Warner Music Music)
- Gáspár Laci - Hagyd meg nekem a dalt (EMI)
- Hooligans - Játszom (EMI)
- Unique - Úton (Magneoton)